# Związek gmin Mengen
Związek gmin Mengen – związek gmin (niem. Gemeindeverwaltungsverband) w Niemczech, w kraju związkowym Badenia-Wirtembergia, w rejencji Tybinga, w regionie Bodensee-Oberschwaben, w powiecie Sigmaringen. Siedziba związku znajduje się w mieście Mengen.
Związek zrzesza dwa miasta i jedną gminę wiejską:
- Mengen, miasto, 9 886 mieszkańców, 49,80 km²
- Hohentengen, 4 359 mieszkańców, 36,56 km²
- Scheer, miasto, 2 553 mieszkańców, 18,72 km²